# José Loreto
José Loreto (Río de Janeiro, 27 de mayo de 1984) es un actor brasileño. Es conocido por su papel de Darkson Silas en la telenovela Avenida Brasil y el de Francisco Cândido Trindade (Candinho) en Flor del Caribe.

## Filmografía

### Televisión
| Año       | Título                            | Personaje          |
| --------- | --------------------------------- | ------------------ |
| 2005-2006 | Malhação                          | Marcão             |
| 2007      | Caminos del corazón               | Scorpio            |
| 2008      | Los mutantes, caminos del corazón | Scorpio            |
| 2008-2009 | Três Irmãs                        | Mamute             |
| 2010      | Asuntos internos                  |                    |
| 2010      | Separação?!                       | Róbson             |
| 2010      | Tal Filho, Tal Pai                | Careca             |
| 2011      | Macho Man                         |                    |
| 2012      | Avenida Brasil                    | Dárkson Silas      |
| 2013      | Flor del Caribe                   | Candinho           |
| 2014      | Segunda Dama                      | Kaíke Rocha        |
| 2014      | Boogie Oogie                      | Pedro Oliveira     |
| 2016      | Haja Coração                      | Adônis             |
| 2022      | Pantanal                          | Tadeu Leoncio      |
| 2023      | Sólo confía                       | Lui Lorenzo Campos |

### Cine
| Año  | Título | Personaje | Nota(s)           |
| ---- | ------ | --------- | ----------------- |
| 2014 | Tarzan | Tarzan    | Doblaje portugués |